# Deposició per pulverització

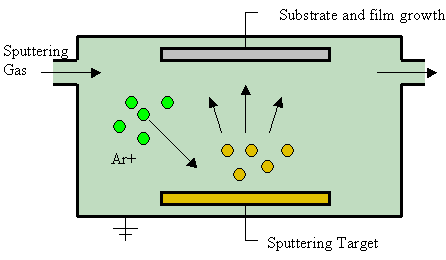
Un esquema de la deposició de pols.

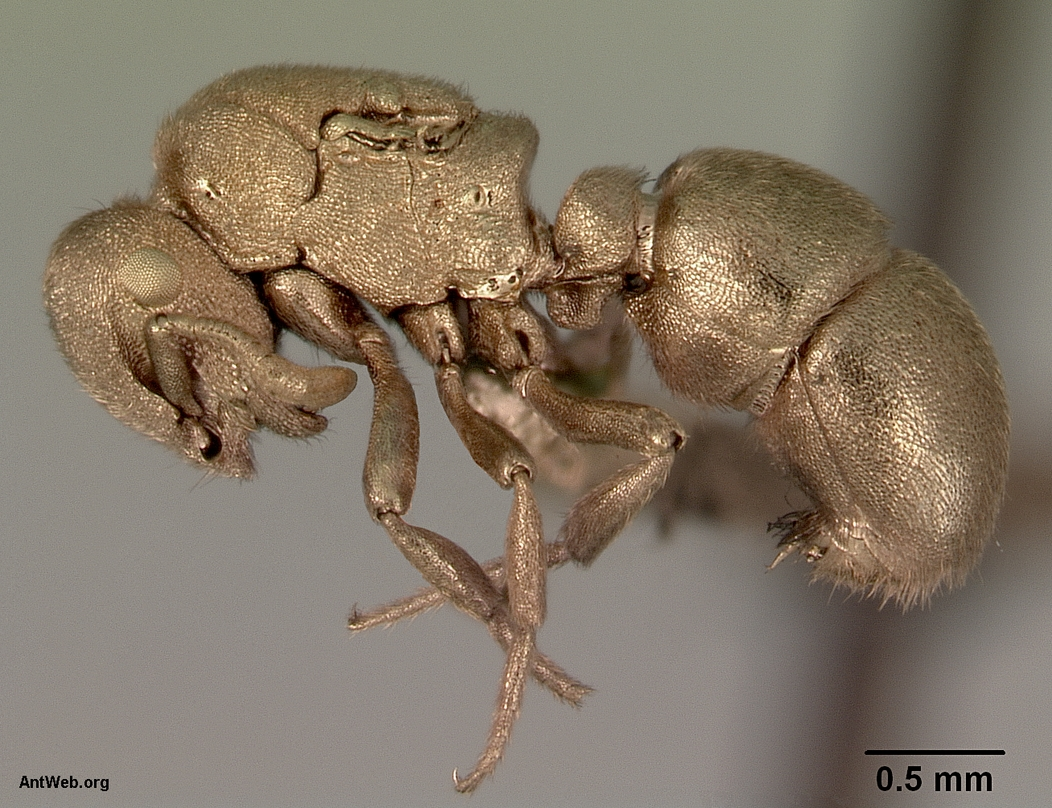
Espècimen de formiga revestit de pols (Aulacopone relicta) per a l'examen SEM.

La deposició per pulverització catòdica (amb acrònim anglès PVD) és un mètode de deposició física de vapor de pel·lícula fina pel fenomen de la pulverització. Això implica expulsar material d'un "objectiu" que és una font sobre un "substrat" com una oblia de silici. Ès la reemissió del material dipositat durant el procés de deposició mitjançant bombardeig d'ions o àtoms. Els àtoms expulsats de l'objectiu tenen una àmplia distribució d'energia, normalment fins a desenes d'eV (100.000 K). Els ions sputtered (normalment només una petita fracció de les partícules expulsades s'ionitzen, de l'ordre de l'1 per cent) poden volar balísticament des de l'objectiu en línies rectes i impactar energèticament sobre els substrats o la cambra de buit (provocant la reactivació). Alternativament, a pressions de gas més altes, els ions xoquen amb els àtoms de gas que actuen com a moderadors i es mouen de manera difusa, arribant als substrats o a la paret de la cambra de buit i condensant-se després de patir una caminada aleatòria.
Tota la gamma, des de l'impacte balístic d'alta energia fins al moviment termalitzat de baixa energia, és accessible canviant la pressió del gas de fons. El gas de pulverització és sovint un gas inert com l'argó. Per a una transferència d'impuls eficient, el pes atòmic del gas polsador hauria d'estar proper al pes atòmic de l'objectiu, de manera que per a la poltrona catòdica d'elements lleugers és preferible el neó, mentre que per als elements pesats s'utilitza criptó o xenó. Els gasos reactius també es poden utilitzar per polsar compostos. El compost es pot formar a la superfície objectiu, en vol o sobre el substrat depenent dels paràmetres del procés. La disponibilitat de molts paràmetres que controlen la deposició de la polsadora fan que sigui un procés complex, però també permet als experts un gran grau de control sobre el creixement i la microestructura de la pel·lícula.